# Nghĩa trang Do Thái phố Salgotarjani
Nghĩa trang Do Thái trên phố Salgotarjani (tiếng Hungary: Salgótarjáni úti zsidó temető) là nghĩa trang của người Do Thái ở Budapest, Hungary. Nghĩa trang này nằm ở quận 8 của Budapest, ngay cạnh Nghĩa trang Kerepesi (tên chính thức là Fiumei úti nemzeti sírkert). Hai nghĩa trang ngăn cách với nhau bằng một bức tượng đá ở giữa.
Nghĩa trang Do Thái trên phố Salgotarjani mở cửa vào năm 1874 và hiện là nghĩa trang Do Thái lâu đời nhất còn sót lại ở hạt Pest. Khi mới mở cửa, đây là nghĩa trang Do Thái thứ ba của thành phố, sau nghĩa trang đường Vaci và nghĩa trang đường Lehel. Tuy vậy, hai nghĩa trang này sau này bị phá bỏ và thu hồi mặt bằng để xây dựng các tòa nhà mới.
Trước năm 1950, đây là nơi chôn thi hài của người quá cố. Hiện tại nghĩa trang ít nhận hài cốt do thiếu không gian diện tích. Một phần của nghĩa trang bị cây cối mọc um tùm, các bia mộ đôi khi bị che khuất hoàn toàn.
Tháng 7 năm 2002, chính quyền thành phố cho dọn dẹp một khu vực rộng 1000m² để xây dựng Khu tưởng niệm 1500 nạn nhân của Budapest Ghetto trong Chiến tranh Thế giới Thứ hai. Hầu hết họ đã được mai táng trong một ngôi mộ tập thể ở nghĩa trang này.
Tháng 2 năm 1991, Laurent Boutonnat quay clip bài hát Regrets của Mylène Farrmer tại nghĩa trang này. 

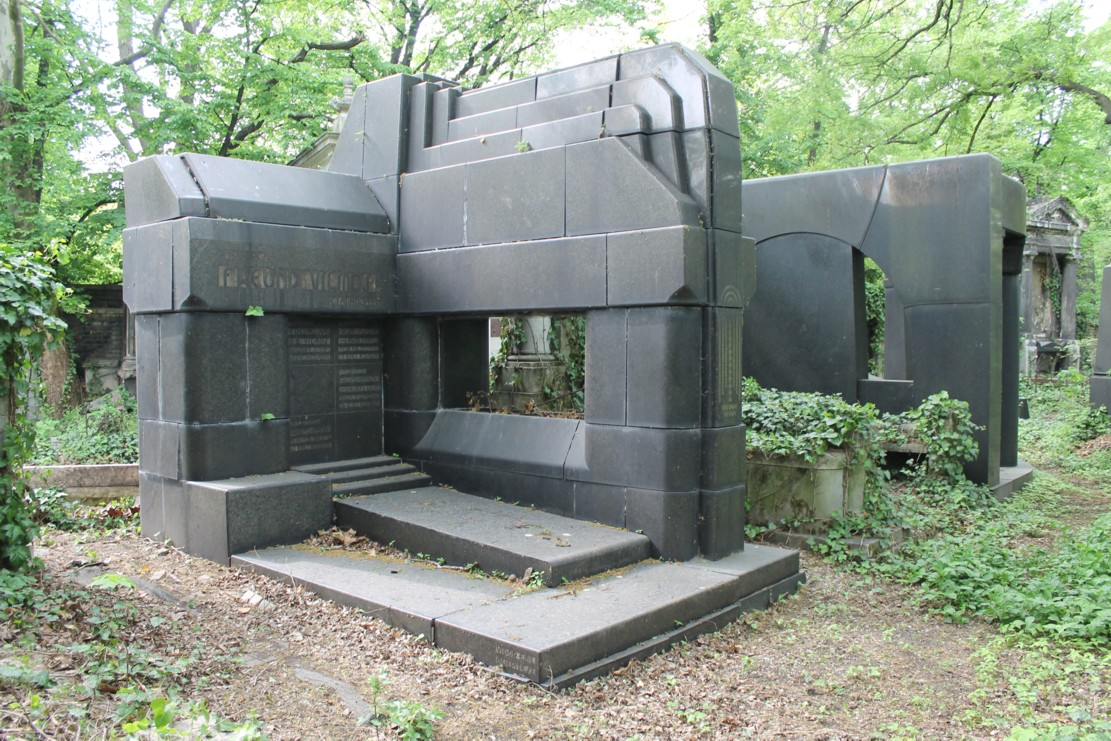
Hầm mộ gia đình của Vilmos tószegi Freund, được thiết kế bởi Emil Vidor, năm 1910.